# Víctor Bonilla
Víctor Bonilla (Tumaco, 23 de janeiro de 1971) é um ex-futebolista colombiano que atuava como atacante.

## Carreira
Víctor Bonilla integrou a Seleção Colombiana de Futebol na Copa América de 1997.